# Maciej Majdziński
Maciej Majdziński (ur. 8 kwietnia 1996 w Kwidzynie) – polski piłkarz ręczny, prawy rozgrywający.

## Kariera klubowa
Wychowanek MTS-u Kwidzyn, następnie gracz SMS-u Gdańsk. W sezonie 2013/2014 rozegrał w I lidze 18 meczów i zdobył 57 goli, natomiast w sezonie 2014/2015 wystąpił w 16 spotkaniach i rzucił 71 bramek. W 2015 podpisał dwuletni kontrakt z HSV Hamburg. Do stycznia 2016, tj. do ogłoszenia przez klub upadłości, rozegrał w jego barwach dwa mecze w Bundeslidze.
W lutym 2016 przeszedł do Bergischer HC, z którym podpisał dwuipółletnią umowę. Do końca sezonu 2015/2016 wystąpił w 10 meczach i zdobył 14 goli. W lipcu 2016, podczas meczu reprezentacji Polski młodzieżowców, zerwał więzadła krzyżowe w kolanie, co wykluczyło go z gry na następnie 11 miesięcy. Po raz pierwszy od momentu odniesienia kontuzji wystąpił 4 czerwca 2017 w przegranym meczu z Magdeburgiem (29:41), w którym rzucił jedną bramkę (było to jego jedyne spotkanie w sezonie 2016/2017). W sezonie 2017/2018, w którym rozegrał w 2. Bundeslidze 37 meczów i zdobył 91 goli, jego klub zajął w tabeli 1. miejsce, wywalczając awans do Bundesligi. W sezonie 2018/2019 wystąpił w 12 spotkaniach i rzucił 20 bramek. W połowie listopada 2018 uszkodził więzadło krzyżowe przednie oraz łąkotkę w lewym kolanie, przez co pauzował kilka miesięcy.
14 września 2022 zakończył sportową karierę.

## Kariera reprezentacyjna
W 2014 uczestniczył w mistrzostwach Europy U-18 w Polsce, w których rozegrał siedem meczów i zdobył 29 goli. Kontuzje wykluczyły go z udziału w mistrzostwach świata U-19 w Rosji (2015) i mistrzostwach Europy U-20 w Danii (2016).
Występował w reprezentacji Polski B, m.in. w październiku 2017 zagrał w turnieju towarzyskim w Płocku, w kwietniu 2018 w turnieju w węgierskim Siófok (w dwóch meczach zdobył 13 goli), a w czerwcu 2018 ponownie w turnieju w Płocku, w którym w trzech spotkaniach rzucił pięć bramek.
W reprezentacji Polski zadebiutował 7 listopada 2015 w wygranym meczu towarzyskim z Rosją (27:21). Do kadry ponownie został powołany w październiku 2018 przez trenera Piotra Przybeckiego. 24 października 2018 w wygranym spotkaniu z Kosowem (37:13) rzucił swoją pierwszą bramkę w narodowych barwach.

## Sukcesy
Bergischer HC
- 2. Bundesliga: 2017/2018